# Clarice Lispector
Clarice Lispector, född 10 december 1920 Tjetjelnyk, Ukrainska SSR, Sovjetunionen, död 9 december 1977 Rio de Janeiro, Brasilien, var en brasiliansk författare. I sitt författarskap intresserade sig Lispector främst för människans komplicerade undermedvetna och skildrade inlevelsefullt sina romanfigurers tankar och känslor. Hon avled i cancer, dagen innan hon skulle fyllt 57.
Hon debuterade med Nära det vilda hjärtat 1944, en roman som väckte uppmärksamhet både i Brasilien och resten av världen. Benjamin Moser kallade Lispector i en artikel den kanske viktigaste judiska författaren sedan Franz Kafka.

## Liv
Lispector föddes 1920 i Tjetjelnyk i Ukraina, dåvarande Sovjetunionen. När hon var två månader gammal flyttade familjen till Recife i Brasiliens nordöstra del. 1937 började hon studera juridik i Rio de Janeiro och arbetade extra som journalist. Hon gifte sig med en diplomat, och kom därför att tillbringa delar av sitt liv utanför Brasilien, i bland annat Schweiz och USA. 1959 återvände hon till Rio och skilde sig från sin man; vid det laget var hon en internationellt erkänd författare.
Lispector debuterade med Nära det vilda hjärtat (Perto do Coração Selvagem) 1944. Romanen väckte uppmärksamhet och fick både positiv och negativ kritik. Romanen bröt kraftigt mot den realistiskt präglade romanen som präglade brasiliansk litteratur. Översättaren Örjan Sjögren drar paralleller till Virginia Woolf och James Joyce i den introspektivt drivna romanen, en modernistisk litteratur som förblivit relativt okänd i Brasilien. Därutöver fanns det i Lispectors stil, som Adélia Prado beskrivit som a clareza lispector, den lispectorska klarheten, och som kännetecknas av "en stark känsla för själsliga svängningar och nyanser och en stilistisk originalitet och skönhet förenad med precision, ironi och meningsfulla tvetydigheter", ett existentiellt, metafysiskt fokus.
Under 1960-talet gavs romaner som Äpplet i mörkret (A maçã no escuro, 1961) och Passion enligt G.H. (Paixão segundo G.H., 1964) samt novellsamlingen Familjeband (Laços de Famïlia, 1961) ut, och har blivit moderna klassiker i Brasilien. Bland annat Örjan Sjögren menar dock att hennes bästa romaner gavs ut på 1970-talet, däribland Levande vatten (Água Viva, 1973), Stjärnans ögonblick (A Hora da Estrela) och den postumt utgivna En pust liv (Um Sopro de Vida, 1978).
Lispector skrev även under pseudonymerna Helen Palmer och Tereza Quadros. Hon skrev biografin av skådespelerskan Ilka Soares som spökskrivare.

### Romaner
- 1943 – Perto do coração selvagem – Nära det vilda hjärtat (översättning Örjan Sjögren, Tranan, 2012)
- 1946 – O Lustre
- 1949 – A cidade sitiada
- 1961 – A maçã no escuro – Äpplet i mörkret (översättning Örjan Sjögren, Tranan, 2019)
- 1964 – A paixão segundo G.H. – Passionen enligt G.H. (översättning Örjan Sjögren, Tranan, 2005)
- 1969 – Uma aprendizagem ou O livro dos prazeres
- 1973 – Água viva – Levande vatten (översättning Örjan Sjögren, Tranan, 2007)
- 1977 – A hora da estrela – Stjärnans ögonblick (översättning Örjan Sjögren, Tranan, 2001)
- 1978 – Um sopro de vida – Blåsa liv (översättning Örjan Sjögren, Tranan 2014)

### Novellsamlingar
- 1952 – Alguns contos
- 1960 – Laços de família – Familjeband (översättning Marianne Eyre [m.fl.], Nordan, 1986. Ny uppl.: Tranan, 2012)
- 1964 – A legião estrangeira
- 1971 – Felicidade clandestina – Hemlig lycka (översättning Örjan Sjögren, Tranan, 2008)
- 1973 – A imitação da rosa
- 1974 – A via crucis do corpo
- 1974 – Onde estivestes de noite
- 1978 – Para não esquecer
- 1979 – A bela e a fera

### Barnlitteratur
- 1967 – O Mistério do Coelho Pensante
- 1968 – A mulher que matou os peixes
- 1974 – A Vida Íntima de Laura
- 1978 – Quase de verdade
- 1987 – Como nasceram as estrelas: Doze lendas brasileiras

### Journalistiska och andra stycken
- 1984 – A Descoberta do Mundo – Lispectors kolumner i Jornal do Brasil.
- 1975 – Visão do esplendor
- 1975 – De corpo inteiro – intervjuer med kända personligheter
- 2004 – Aprendendo a viver – kolumner från The Discovery of the World
- 2005 – Outros escritos – intervjuer och berättelser och andra texter
- 2006 – Correio feminino – urval av olika texter
- 2007 – Entrevistas

### Brevväxlingar
- 2001 – Cartas perto do coração – brevväxling med Fernando Sabino.
- 2002 – Correspondências
- 2007 – Minhas queridas – brevväxling med sytrarna Elisa Lispector och Tania Lispector Kaufmann

### Webbkällor
- Världslitteratur.se